# Halgania bebrana
Halgania bebrana är en strävbladig växtart som beskrevs av Oldfield, Amp; F. Muell. och Ferdinand von Mueller. Halgania bebrana ingår i släktet Halgania och familjen strävbladiga växter. Inga underarter finns listade i Catalogue of Life.